# Tournoi de tennis de Puerto Vallarta
Le Puerto Magico Open est un tournoi international de tennis masculin du circuit professionnel Challenger créé en 2018. Il a lieu tous les ans au mois d'avril à Puerto Vallarta, au Mexique et il se joue sur dur en extérieur.
Auparavant, trois éditions du tournoi de San Luis Potosí se sont jouées à Puerto Vallarta entre 1996 et 1998.
Dès sa première édition en 2018, le tournoi est loué pour la qualité de son organisation et il reçoit le prix de meilleur tournoi Challenger de l'année. L'année suivante, la dotation du tournoi augmente considérablement et attire des joueurs du Top 100 mondial. Le tournoi est à nouveau primé comme meilleur épreuve de sa catégorie
En 2024, une édition féminine est créée en catégorie WTA 125 du circuit féminin professionnel WTA.

## Palmarès dames

### Simple
| No | Date       | Nom et lieu du tournoi                | Catégorie | Dotation  | Surface    | Vainqueure         | Finaliste         | Score         |         |
| -- | ---------- | ------------------------------------- | --------- | --------- | ---------- | ------------------ | ----------------- | ------------- | ------- |
| 1  | 19-02-2024 | Puerto Vallarta Open, Puerto Vallarta | WTA 125   | 115 000 $ | Dur (ext.) | McCartney Kessler  | Taylah Preston    | 5-7, 6-3, 6-0 | Tableau |
| 2  | 24-03-2025 | Puerto Vallarta Open, Puerto Vallarta | WTA 125   | 115 000 $ | Dur (ext.) | Jaqueline Cristian | Linda Fruhvirtová | 7-5, 6-4      | Tableau |

### Double
| No | Date       | Nom et lieu du tournoi               | Catégorie | Dotation  | Surface    | Vainqueures                      | Finalistes                           | Score            |         |
| -- | ---------- | ------------------------------------ | --------- | --------- | ---------- | -------------------------------- | ------------------------------------ | ---------------- | ------- |
| 1  | 19-02-2024 | Puerto Vallarta Open Puerto Vallarta | WTA 125   | 115 000 $ | Dur (ext.) | Iryna Shymanovich Renata Zarazúa | Angelica Moratelli Camilla Rosatello | 6-2, 7-61        | Tableau |
| 2  | 24-03-2025 | Puerto Vallarta Open Puerto Vallarta | WTA 125   | 115 000 $ | Dur (ext.) | Hanna Chang Christina McHale     | Maya Joint Ena Shibahara             | 2-6, 6-2, [10-7] | Tableau |

## Palmarès messieurs

### Simple
| Année     | Dotation                               | Vainqueur                              | Finaliste                              | Score                                  |
| --------- | -------------------------------------- | -------------------------------------- | -------------------------------------- | -------------------------------------- |
| 1996      | 25 000 $                               | Geoff Grant                            | Nicola Bruno                           | 6-1, 6-4                               |
| 1997      | 25 000 $                               | Andrei Merinov                         | Mark Knowles                           | 6-3, 7-6                               |
| 1998      | 25 000 $                               | Geoff Grant                            | Mariano Sánchez                        | 6-2, 6-4                               |
| 1999-2017 | Pas de tournoi                         | Pas de tournoi                         | Pas de tournoi                         | Pas de tournoi                         |
| 2018      | 75 000 $                               | Adrián Menéndez-Maceiras               | Danilo Petrović                        | 1-6, 7-5, 6-3                          |
| 2019      | 135 400 $                              | Sebastian Ofner                        | John-Patrick Smith                     | 7-68, 3-6, 6-3                         |
| 2020      | Édition annulée (pandémie de Covid-19) | Édition annulée (pandémie de Covid-19) | Édition annulée (pandémie de Covid-19) | Édition annulée (pandémie de Covid-19) |
| 2021      | 52 080 $                               | Daniel Altmaier                        | Alejandro Tabilo                       | 6-3, 3-6, 6-3                          |
| 2022      | Édition annulée                        | Édition annulée                        | Édition annulée                        | Édition annulée                        |
| 2023      | 130 000 $                              | Benoît Paire                           | Yuta Shimizu                           | 3-6, 6-0, 6-2                          |

### Double
| Année     | Vainqueurs                                | Finalistes                                  | Score             |                 |
| --------- | ----------------------------------------- | ------------------------------------------- | ----------------- | --------------- |
| 1996      | Francisco Montana Jack Waite              | Claude N'Goran Daniel Orsanic               | 6-2, 6-4          |                 |
| 1997      | Alejandro Hernández Óscar Ortiz           | Francisco Montana Jack Waite                | 4-6, 6-2, 6-1     |                 |
| 1998      | Luis Herrera Gabriel Trifu                | Ota Fukárek Régis Lavergne                  | 6-3, 6-4          |                 |
| 1999-2017 | Pas de tournoi                            | Pas de tournoi                              | Pas de tournoi    |                 |
| 2018      | Ante Pavić Danilo Petrović                | Benjamin Lock Fernando Romboli              | 62-7, 6-4, [10-5] |                 |
| 2019      | Matt Reid John-Patrick Smith              | Gonzalo Escobar Luis David Martínez         | 7-610, 6-3        |                 |
| 2020      | Édition annulée                           | Édition annulée                             | Édition annulée   | Édition annulée |
| 2021      | Gijs Brouwer Reese Stalder                | Hans Hach Verdugo Miguel Ángel Reyes-Varela | 6-4, 6-4          |                 |
| 2022      | Édition annulée                           | Édition annulée                             | Édition annulée   | Édition annulée |
| 2023      | Robert Galloway Miguel Ángel Reyes-Varela | André Göransson Ben McLachlan               | 3-0, ab.          |                 |